# Au Moulin-Rouge, deux femmes dansant
Au Moulin-Rouge, deux femmes dansant est un tableau réalisé en 1892 par le peintre français Henri de Toulouse-Lautrec en peinture à l'huile sur carton. Mesurant 93 × 80 cm, il est conservé à la Galerie Nationale de Prague, en République tchèque.

## Thème
Il s'agit d'un des thèmes favoris de Toulouse-Lautrec : l'environnement nocturne du cabaret le Moulin-Rouge de Montmartre à Paris. Le peintre adopte comme toujours une position réaliste et crue, sans embellissement.

## Description
Le premier plan est occupé par deux femmes dansant ensemble, habillées avec simplicité. Derrière elles une rambarde sépare la zone de bal des tables. On reconnaît, à droite, le peintre Charles Conder, et à gauche, François Ganzi. La personne de dos avec une jaquette rouge est Jane Avril, célèbre chanteuse et danseuse du Moulin-Rouge, protagoniste d'autres peintures de Toulouse-Lautrec.